# اقتصاد هیدروژن

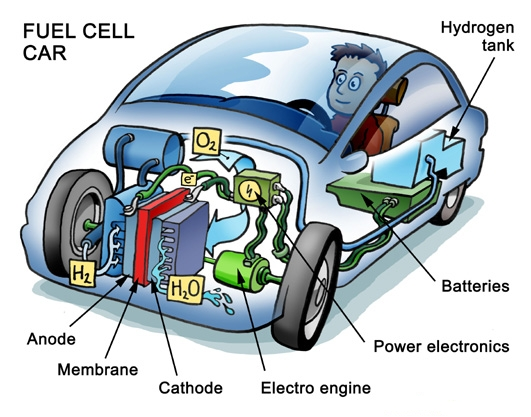
شکل شماتیک سلول سوختی مورد استفاده در اتومبیلها

اقتصاد هیدروژن مجموعه روش‌هایی مبتنی بر جایگزینی انرژی حاصل از هیدروژن به جای سوخت‌های فسیلی به عنوان یک حامل انرژی می‌باشد. با بدست آوردن هیدروژن از طریق الکترولیز آب، وذخیره‌سازی آن، از انرژی حاصل از ترکیب هیدوژن با اکسیژن می‌توان در موتورهای وسایل‌نقلیه استفاده کرد خروجی آن نیز آب می‌باشد که یک ماده پاک محسوب می‌شود.
جرج بوش در زمان ریاست‌جمهوری خود مقدار ۱٫۲ میلیارد دلار برای طرح‌های ابتکاری به منظور استفاده از انرژی هیدروژن برای جایگزینی به جای سوخت‌های فسیلی اختصاص داد. در ایرلند از اتوبوس‌هایی با مصرف سوخت هیدروژنی استفاده می‌شود. با این وجود استفاده از هیدروژن مشکلات عملی را نیز دارد که از مهم‌ترین آن‌ها می‌توان به در دسترس نبودن مولکول هیدروژن به صورت یکه در زمین اشاره کرد یا حجم بالای هیدروژن برای استفاده در سلول سوختی است زیرا این هیدروژن در حال حاضر فقط به‌صورت گاز ذخیره می‌شود و تولید‌کنندگان اتومبیل سوخت به شکل مایع را ترجیح می‌دهند.